# Chthonius sacer
Chthonius sacer är en spindeldjursart som beskrevs av Beier 1963. Chthonius sacer ingår i släktet Chthonius och familjen käkklokrypare. Inga underarter finns listade i Catalogue of Life.